# Хорхе Луїс Кампос
Хорхе Луїс Кампос Веласкес (ісп. Jorge Luis Campos Velázquez, нар. 11 серпня 1970) — колишній парагвайський футболіст, що грав на позиції півзахисника, нападника.
Виступав за національну збірну Парагваю, у складі якої був учасником чемпіонатів світу 1998 і 2002 років.

## Клубна кар'єра
У дорослому футболі дебютував виступами за команду «Олімпія» (А). 1990 року він дебютував за клуб у парагвайській Прімері. У своєму дебютному сезоні він виграв Кубок Лібертадорес і Суперкубок Лібертадорес. У другому сезоні Хорхе знову дістався з командою до фіналу Кубка Лібертадорес, але його клуб поступився, розрадою стала перемога в Рекопі Південної Америки. 1993 року Кампос у складі «Олімпії» виграв чемпіонат Парагваю, цей успіх він повторив у 1995 і 1997 роках.
1997 року Хорхе покинув Парагвай, перейшовши у китайський «Бейцзін Гоань». За півтора року в Китаї він завоював Кубок Китаю і був удостоєний звання Футболіста року в Китаї.
У другій половині 1998 року Кампос виступав за мексиканський «Крус Асуль». 1999 року він повернувся на батьківщину, де уклав контракт із «Серро Портеньйо». У 2001 році він вчетверте став чемпіоном країни.
На початку 2002 року Кампос перейшов у чилійський «Універсідад Католіка», у складі якого виграв Аперутру 2002. Після того, як в 2003 році Хорхе покинув Чилі, він виступав за аргентинський «Кільмес», а також парагвайські «Лібертад» та «Насьйональ».
Завершив професійну ігрову кар'єру у клубі «Спортіво Лукеньйо», за який виступав протягом 2005—2006 років.

## Виступи за збірну
1992 року в складі олімпійської збірної Парагваю Хорхе взяв участь у Олімпійських іграх у Барселоні. У матчі 1/4 фіналу проти збірної Гани Кампос забив гол.
14 травня 1995 року дебютував в офіційних іграх у складі національної збірної Парагваю в матчі проти збірної Болівії. У тому ж році він поїхав з національною командою на Кубок Америки. 22 червня в матчі проти збірної Нової Зеландії Хорхе забив свій перший м'яч за збірну.
1998 року Кампос був включений в заявку на участь у чемпіонаті світу у Франції. На турнірі він взяв участь у матчах проти збірних Іспанії, Нігерії і Франції.
Через чотири роки Хорхе вдруге поїхав на першість планети. На полях Японії і Південної Кореї він зіграв чотири матчі, проти збірних ПАР, Іспанії, Словенії і Німеччини і забив 1 м'яч у поєдинку зі словенською командою.
Востаннє зіграв за збірну в 2004 році. Всього протягом кар'єри у національній команді, яка тривала 10 років, провів у формі головної команди країни 46 матчів, забивши 6 голів.

### Голи за збірну Парагваю
| №  | Дата           | Місце                                     | Противник     | Результат | Змагання                |
| -- | -------------- | ----------------------------------------- | ------------- | --------- | ----------------------- |
| 1. | 22 червня 1995 | Національний стадіон, Сантьяго, Чилі      | Нова Зеландія | 3:2       | Copa Centenario         |
| 2. | 22 червня 1995 | Національний стадіон, Сантьяго, Чилі      | Нова Зеландія | 3:2       | Copa Centenario         |
| 3. | 1 червня 1998  | Філіпс, Ейндховен, Нідерланди             | Нідерланди    | 5:1       | Товариський матч        |
| 4. | 18 липня 2000  | Дефенсорес дель Чако, Асунсьйон, Парагвай | Бразилія      | 2:1       | Кваліфікація на ЧС-2002 |
| 5. | 12 червня 2002 | Джейю, Сеоквіпо, Південна Корея           | Словенія      | 3:1       | Чемпіонат світу 2002    |
| 6. | 20 серпня 2003 | Стадіон Ромеля Фернадеса, Панама, Панама  | Панама        | 2:1       | Товариський матч        |

## Досягнення

### Командні
«Олімпія» (Асунсьйон)
- Чемпіон Парагваю: 1993, 1995, 1997
- Володар Кубка Лібертадорес: 1990
- Володар Суперкубка Лібертадорес: 1990

 «Бейцзін Гоань»
- Володар Кубка Китаю: 1997

 «Серро Портеньйо»
- Чемпіон Парагваю: 2001

 «Універсідад Католіка»
- Чемпіон Чилі: Апертура 2002

### Індивідуальні
- Футболіст року в Китаї — 1997